# FC Gloria
FC Gloria – Feminismus Vernetzung Film ist eine österreichische Organisation, die sich seit ihrer Gründung im Jahr 2010 für Geschlechtergerechtigkeit in der österreichischen Filmbranche einsetzt. Die Organisation verfolgt das Ziel, eine Filmwelt zu schaffen, die durch Gleichbehandlung, Diversität, faire Ressourcenverteilung sowie Wertschätzung und Respekt gekennzeichnet ist. Namhafte Filmemacherinnen wie Katharina Mückstein, Andrea Ernst, Barbara Albert sind Teil des Vereins. Bis Ende 2024 lag die Geschäftsführung in den Händen von Amina Handke. Seit Jänner 2025 ist die aktuelle Geschäftsführerin Juliane Beer, Produktionsleiterin für Kino und TV.

## Ziele und Vision
FC Gloria ist bestrebt, Frauen in der Filmbranche sichtbar zu machen, zu stärken und für eine gerechte Verteilung von Rollen und Ressourcen zu kämpfen. Die Organisation setzt sich insbesondere dafür ein, auf Missstände hinzuweisen und strukturelle Ungleichheiten zu bekämpfen. Ziel ist es, die wirtschaftliche Prekarisierung von Frauen im Filmsektor und angrenzenden Bereichen zu verhindern.

## Projekte
FC Gloria hat verschiedene Unterstützungsprogramme.

### FC Gloria Mentoring-Programm
Es fördert FLINTA in der Filmbranche durch ein sechsmonatiges one-to-one Mentoring. Erfahrene FLINTA Mentoren und Mentorinnen unterstützen bei der beruflichen Entwicklung in Bereichen wie Drehbuch, Produktion und Regie. Das Programm setzt berufliche Erfahrung voraus und legt einen Schwerpunkt auf Netzwerkbildung sowie die Förderung eines queer-feministischen Diskurses.

### FC Gloria Filmpreise
Die FC Gloria Filmpreise wurden 2018 und 2020 verliehen, um die Arbeit und Bedeutung von Frauen im Filmbereich zu würdigen.
Es gab vier Preiskategorien.
- Gloria
- Gloriette
- Gloriosa
- Louise-Fleck-Preis (erstmals 2018 an die Kamerafrau und Produzentin Caroline Bobek vergeben[15])

Die Preise zielten darauf ab, die mediale Präsenz und Anerkennung der Filmarbeit von Frauen zu erhöhen und die Bedeutung ihrer Beiträge in der Gestaltung von Medienbildern zu betonen.